# Mahmoud Seleem
Mahmoud Seleem (nacido el 1 de septiembre de 1991) es un analista de Fútbol  egipcio.
Además de Egipto, ha trabajado en Arabia Saudita. Actualmente, forma parte del cuerpo técnico de la selección de fútbol de Egipto donde ocupa la posición de analista desde que fue escogido por Carlos Queiroz en 2021. Seleem fichó en 2019 por El Al Wehda FC en Arabia Saudita como analista del entrenador Mido y continuó trabajando con su sucesor uruguayo José Daniel Carreño. Seleem trabajó durante una temporada en 2018 como ojeador para El Al Ahly SC en Egipto .